# Мануель Нейра
Мануель Нейра (ісп. Manuel Neira, нар. 12 жовтня 1977, Сантьяго) — чилійський футболіст, що грав на позиції нападника.

## Клубна кар'єра
У дорослому футболі дебютував 1994 року виступами за команду «Коло-Коло». У першому сезоні він не був основним, тому після відкриття трансферного вікна перейшов в клуб другого дивізіону «Евертон» з Вінья-дель-Мара. Там Мануель забив 11 голів у 21 матчі і повернувся в «Коло-Коло» вже основним нападником, двічі допомігши команді виграти чилійську Прімеру і Кубок Чилі.
Згодом з 1999 року грав в іспанській Сегунді за «Лас-Пальмас», а з наступного року став грати за аргентинський «Расинг» (Авельянеда).
2001 року Нейра повернувся на батьківщину і недовго пограв за «Уніон Еспаньйола», втім того ж року знову відправився за кордон у колумбійський клуб «Америка де Калі», у складі якого виграв Кубок Мустанга. У 2002 році Мануель повернувся в «Коло-Коло» і того ж року втретє виграв чемпіонат Чилі і став його найкращим бомбардиром.
Наприкінці 2004 року Нейра знову покинув Чилі і півроку виступав у Лізі MX за мексиканський «Хагуарес Чьяпас». Влітку того ж року він повернувся в «Уніон Еспаньйола», де забив 19 голів у 29 матчах і допоміг команді виграти Клаусуру 2005. Своїми бомбардирськими результатами він зацікавив безліч клубів і на початку 2007 року перейшов в ізраїльський «Хапоель» з Тель-Авіва. У січні на Кубку Першого каналу у поєдинку проти московського ЦСКА, він отримав травму в зіткненні з Елвером Рахимичем. Через це пошкодження Нейра не зміг дебютувати за нову команду і після остаточного відновлення повернувся в «Уніон Еспаньйолу», втретє за кар'єру. У грудні року інтерес до Мануеля проявляв турецький «Газіантепспор», але у цій команді провів лише кілька тижнів, після чого повернувся назад.
У другій половині 2010 року недовго виступав за колумбійський «Універсідад Католіка» з Кіто, «Депортес Ла-Серена», а потім по сезону виступав а клуби другого за рівнем дивізіону Чилі «Сан-Луїс де Кільйота» та «Сантьяго Морнінг».
Завершив професійну ігрову кар'єру у клубі «Уніон Сан-Феліпе», за який недовго виступав протягом 2012 року.

## Виступи за збірні
1993 року виступав у складі юнацької збірної Чилі на юнацькому чемпіонаті Південної Америки, ставши з командою срібним призером. Цей результат дозволив чилійцям того ж року зіграти і на юнацькому чемпіонаті світу, ставши з його бронзовими призерами, а сам Нейра забив 5 голів.
Згодом з молодіжною збірною до 20 років був учасником молодіжного чемпіонату Південної Америки 1995 та 1997 років. На першому ж цих турнірів став бронзовим призером і допоміг своїй молодіжці поїхати на чемпіонат світу, втім на той турнір у заявку не потрапив.
1998 року дебютував в офіційних матчах у складі національної збірної Чилі і того ж року поїхав з командою на чемпіонат світу 1998 року у Франції. На турнірі він був запасним і не зіграв жодної хвилини.
Згодом у складі збірної був учасником розіграшу Кубка Америки 2001 року у Колумбії, де зіграв у матчах проти збірних Колумбії Мексики, а збірна вилетіла вже у чвертьфіналі.
Загалом протягом кар'єри у національній команді, яка тривала 9 років, провів у формі головної команди країни 13 матчів, забивши 2 голи.

## Досягнення
- Чемпіон Чилі: Клаусура 1997, 1998, Клаусура 2002, Апертура 2005
- Володар Кубка Чилі: 1994
- Чемпіон Колумбії: 2001

### Індивідуальні
- Найкращий бомбардир чилійської Прімери — Клаусура 2002 (14 голів)